# Mariya al-Qibtiyya
Mariya al-Qibtiyya (m. 637) (en árabe: مارية القبطية) o María la Copta, fue una esclava cristiana copta y egipcia que fue enviada como un regalo de Muqawqis, un funcionario bizantino, a Mahoma en el año 628. Muchas fuentes afirman que ella solo era una concubina. Fue la madre de Ibrahim ibn Muhammad, que falleció en la infancia. Su hermana, Sirin, también fue enviada a Mahoma y este se la ofreció a su seguidor Hasan ibn Ṯabit. María nunca se casó después de la muerte de Mahoma en el año 632, y falleció 5 años más tarde.

## Año de las diputaciones
Al-Tabarí relata la historia de la llegada de María desde Egipto:
«En ese año, Ḥāṭib ibn Abī Baltaʿa trajo, de parte de al-Muqawqis, a Māriya y a Sīrīn, su hermana. Con las dos mujeres, al-Muqawqis había enviado a un eunuco, que siempre estuvo con ella. Ḥāṭib los había invitado a convertirse al Islam antes de llegar a Medina, y Māriya y su hermana lo hicieron. Mahoma las alojó con Umm Sulaym bint Milḥān. Māriya era hermosa. El Profeta envió a su hermana, Sīrīn, a Abd al-Raḥmān ibn Ḥasan».

## Estatus de concubina
Varios estudiosos han mencionado a Māriya como una (de las cuatro) concubinas de Mahoma.

El Profeta no se casó con Māriya, era una concubina que le fue dada por al-Muqawqis, el gobernante de Egipto. Māriya era cristiana y luego se hizo musulmana.
Ibn Saad, La vida del Profeta

Mahoma alojó a Māriya y a su hermana con Umm Sulaym bint Milḥān. «Tomó a María como concubina y la trasladó a una propiedad suya en al-Awālī... y ella se convirtió en una buena musulmana».
Al-Ṭabaqāt al-Kubrà

«Māriya falleció durante el califato de ʿUmar ibn al-Jaṭṭāb. ʿUmar convocó al pueblo a asistir al funeral y el mismo dirigió la oración fúnebre para ella. Fue enterrada en al-Bāqī».
Ibn ʿAbd al-Barr, Al-Istiʿāb

«El Profeta tenía cuatro concubinas. Una de ellas era Māriya»
Ibn al-Qayyim

## María en la casa de Mahoma
Mahoma vivía en una casa de adobe al lado de la mezquita de Medina, y cada una de sus esposas tenía su propia casa de adobe, construida en una línea próxima a la suya. A María, sin embargo, se le ofreció una casa a las afueras de Medina. Aunque no fue esposa de Mahoma, se le concedieron los mismos honores y respeto que se le daban a las esposas de Mahoma, y la llamaban con el mismo título que a las esposas de Mahoma, es decir «Madre de los creyentes».